# Skotsk Terrier
Skotsk Terrier er en hunderace der fås i hvedefarvet, sort eller tigerstribet (brindlet). De er kendt for deres stædighed.[kilde mangler]
I daglig tale kaldes den ofte en "Nettohund", da butikskæden Netto har en skotskterrier som logo.
Skotten vil gerne deltage i de fleste aktiviteter, men har også brug for at være sig selv. Skotten er lærenem, og  den ved godt, hvor maden ligger. De fleste skotter er loyale og trofaste kammerater for familien, og siger aldrig nej til en god gang bold. Skotten er en meget nysgerrig hund af natur og vil gerne være en del af alt - især hvis det gælder mad.
Skotten er skabt til at jage rotter, grævlinger og mus. Den elsker at ruske sit bytte. En god leg for den er derfor at trække tov - da den får brugt sine evner.
Skotten bliver mellem 25-30 cm høj og vejer (udvokset) mellem 8 og 11 kg.
- Wikimedia Commons har flere filer relateret til Skotsk Terrier

 Der er for få eller ingen kildehenvisninger i denne artikel, hvilket er et problem. Du kan hjælpe ved at angive troværdige kilder til de påstande, som fremføres i artiklen.

| Dyr | Spire Denne artikel om dyr er en spire som bør udbygges. Du er velkommen til at hjælpe Wikipedia ved at udvide den. |